# Jiří Raška
Jiří Raška (Frenštát pod Radhoštěm, Češka, 4. veljače 1941. – Nový Jičín, Češka, 20. siječnja 2012.) bivši je češki skakač skijaš i trener skijaša skakača. Djed je čeških skijaša skakača Jana i Jiříja Mazocha.

## Životopis
Bio je član vojnog kluba „Dukla Liberec“. Godine 1964. bio je blizu nastupa na ZOI u Innsbrucku. Nakon dvaju četvrtih mjesta na svjetskim prvenstvima u nordijskom skijanju 1966. u Oslu, pobjedama na Planici 27. ožujka 1966. i drugog mjesta na Turneji četiriju skakaonice 1967./68., bio je favorit ZOI 1968. u Grenobleu. Osvojio je zlato na maloj i srebro na velikoj skakaonici i time je bio prvi čehoslovački osvajač zlata na ZOI. Budući da su u to vrijeme natjecanja na Olimpijskim igrama vrijedila kao svjetska prvenstva u nordijskom skijanju, time je bio svjetski prvak i doprvak. Iste je godine uspio pobijediti na šest uzastopnih skakačkih natjecanja. Godine 1970. je, kao predstavnik ondašnje Čehoslovačke na svjetskom prvenstvu u nordijskom skijanju na Visokim Tatrama (Vysoké Tatry), na domaćem terenu, još jednom osvojio srebro na velikoj skakaonici te na maloj skakaonici biti osmi. Došlo ga je gledati više od 100 000 gledatelja. Na ZOI 1972. u Sapporou bio je peti na maloj i deseti na velikoj skakaonici.
Na Turneji četiriju skakaonica 1967./68. i 1968./69. bio je drugi, 1970./71. pobijedio je na Turneji. Na prvom ikad održanom svjetskom prvenstvu u skijaškim letovima 1972. bio je treći. Na ZOI 1972. u Sapporou bio je 5. na maloj skakaonici i 10. na velikoj. 
Postavio je rekorde skakaonice u Planici pet puta: 1966. (129 metara, dužina skakaonice 140 metara) koji je srušen iste godine i 1966. (130 metara, dužina skakaonice 140 metara) koji je srušen tek 20. ožujka 1976. godine. Na većoj je skakaonici (dužina 225 metara) dvaput postavio 21. ožujka 1969. rekord, 148 i 156 metara. Već sutradan postavio je novi rekord od 164 metra koji je srušen sljedećeg dana. U Garmisch-Partenkirchenu 1. siječnja 1971. doskočio je na 97 metara (dužina skakaonice 140 metara) i rekord je potrajao do 1. siječnja 1979. godine.
Na dan 22. ožujka 1969. postavio je svjetski rekord u skijaškim letovima koji je trajao samo jedan dan. Postavio ga je na novoj skakaonici na Planici. Njegov skok od 164 metra preletio je rekord Norvežanina Wirkole za četiri metra, a dan poslije Nijemac Manfred Wolf iz Istočne Njemačke preletio ga je za jedan metar.
Za pobjedu na ZOI dobio je 10.000 Kčs i televizijski uređaj. Zbog amaterskog statusa morao je službeno odbiti Škodu 1100 MB. Koristio ga je jednu godinu s radnim oznakama i potom ga po povoljnoj cijeni kupio. Raškina pobjeda bila je prva olimpijska pobjeda za Čehoslovačku na ZOI i nadahnula je pisca Ota Pavela za djelo „Bajka o Rašci".
Od 1974. se bavio treniranjem, ali je nastavio skakati. Rekao je da će prestati kad ga pobijedi prvi junior. To je 1976. uspjelo Františeku Nováku. Ipak, Raška je posljednji put sudjelovao na seniorskom natjecanju 1979. godine. 
Između 1994. i 1996. bio je s Medalom i poslije s Malcom češkim nacionalnim trenerom. Trenirao je češku juniorsku reprezentaciju i bio predstavnik predsjedavajućeg češkog skijaškog saveza 1990-ih.
Godine 1968. za Praškog proljeća potpisao manifest Dvije tisuće riječi. 
U reprezentaciji je od 1962. godine. 

## Nagrade
- Na jednoj anketi češkog skijaškog saveza proglašen je najboljim češkim skijašem skakačem stoljeća.
- 28. listopada 2011. češki predsjednik Václav Klaus odlikovao ga je Medaljom za zasluge.

## Vanjske poveznice
- Jiří Raška - Međunarodni skijaški savez (eng.)
- Jiří Raška  Arhivirana inačica izvorne stranice od 2. ožujka 2012. (Wayback Machine) - Sports-Reference (eng.)